# تك بنستان
تك بنستان (بالفارسية: تک بنستان) هي قرية تقع في قسم كاخك الريفي في إيران.